# Rio Buta (Jiu)
O Rio Buta é um rio da Romênia afluente do Rio Jiul de Vest, localizado no distrito de Hunedoara.